# Bill Holcombe
Bill Holcombe (eigenlijk: Wilford Lawshe Holcombe  (Trenton, New Jersey, 9 november 1924 – aldaar, 25 april 2010) was een Amerikaans componist en fluitist. Hij publiceerde ook werken onder zijn geboortenaam Wilford Lawshe Holcombe en onder de pseudoniemen: Wilfred Lawshe, Seth Markham en Wes Tompkins.

## Levensloop
Holcombe studeerde vanaf 1941 aan de Universiteit van Pennsylvania in Philadelphia de vakken muziektheorie en compositie onder andere bij Harold Bennett. Verder studeerde hij aan de befaamde Juilliard School of Music in de vakken fluit, muziektheorie en instrumentatie. Hij begon zijn carrière als fluitist bij opnamen voor de omroep en langspeelplaten alsook als hij voor bekende personen arrangementen schreef. Bekend werd hij ook door zijn werken voor de film en voor tv-shows.  

## Composities

### Werken voor harmonieorkest
- 1971 Promenade in Swingtime
- 1973 Overture for Today
- 1975 The American Suite
- 1976 Soul Convention
- 1977 Sky Trek Overture
- 1978 Looney Tunes Overture
- 1983 Allegro and Ballad
- 1983 Fantasy for Flutes
- 1986 Clarinet Promenade
- 1989 Ballad for Trumpet
- American Overture
- Ballad for Barbara
- Bossa Brilliante
- Caroling Sleigh
- Christmas Jazz Suite
- Christmas Bell Fantasy
- Cowboy Fantasy
- Disco Rag
- Festive Sounds of Hanukah
- Go Tell in on the Mountain
- Great American Spirituals
- International Dixieland Jamboree
- Jazz Concerto, voor saxofoonkwartet en harmonieorkest
- Jazzin' the Blues
- Laura
- March in a Modern Mode
- Pan American Holiday
- Rhapsody, voor altsaxofoon en harmonieorkest
- Saxanova, voor altsaxofoon en harmonieorkest
- Saxitude - Jazz Concerto, voor saxofoonkwartet en harmonieorkest[1]
- Soft Winds
- Songs of American Patriots
- Star Flight
- Stephen Foster Revisted, concerto voor saxofoonkwartet en harmonieorkest
- Tiajuana Tribute
- Tribute to Judy
- Trumpeters Rhapsody, voor trompet en harmonieorkest
- Twas the Night before Christmas, voor spreken en harmonieorkest
- Twelve Day's of Christmas

### Kamermuziek
- Alexander's Ragtime Band, voor saxofoonkwartet
- American Christmas Folksong Suite, voor koperkwintet
- Blues Concerto, voor altsaxofoon en piano
- Ceremonial for Christmas Brass, voor koperkwintet
- Christmas on the Mall, voor koperkwartet
- Cowboy Rhapsody, voor koperkwintet
- Deck the Halls, voor koperkwartet
- Gay 90's medley
- Jazz Flute Concerto
- Metro Suite, voor koperkwintet
- Oiseau mouche from Dans le jardin
- Small is beautiful, korte stukken voor fluit solo
- Song of the Volga Boatman, voor koperkwartet

### Filmmuziek
- 1964 The Horror of Party Beach